# 王国新 (1983年)
王国新（1983年4月—），内蒙古突泉人，蒙古族，中国共产党党员。中华人民共和国政治人物、第十三届全国人民代表大会解放军和武警部队代表。

## 生平
2018年，王国新被选为解放军和武警部队出席第十三届全国人民代表大会代表。